# St Ives (Cambridgeshire)
St Ives è una cittadina di 15 860 abitanti, nella contea del Cambridgeshire, in Inghilterra.
In origine chiamata Slepe (antico inglese: slope), cambiò il suo nome in onore del santo Ivo di Ramsey.
Fino al 1974, St Ives ha fatto parte nell'Huntingdonshire.